# Les Trois Fantastiques
 (janvier 2024).
Si vous disposez d'ouvrages ou d'articles de référence ou si vous connaissez des sites web de qualité traitant du thème abordé ici, merci de compléter l'article en donnant les références utiles à sa vérifiabilité et en les liant à la section « Notes et références ».
Pour plus de détails, voir Fiche technique et Distribution.
Les Trois Fantastiques est un film français réalisé par Michaël Dichter et sorti le 15 mai 2024. Il met notamment en scène Emmanuelle Bercot et Raphaël Quenard.
Le film met en scène la vie de trois adolescents qui va basculer quand le grand frère de l'un d'eux, Seb (Raphaël Quenard), sort de prison.

## Synopsis
Max, Vivian et Tom, trois amis inséparables, terminent leur année de quatrième avec un rêve en tête : partir ensemble en colonie de vacances. Cependant, ils n'ont pas assez d'argent pour se payer ce voyage.
Ils vivent dans une petite ville des Ardennes, dans laquelle la dernière usine POLLUX menace d'être fermée. La mère de Vivian, ouvrière dans l'usine, participe à des manifestations pour tenter de sauver l'usine et son emploi.
Pour réunir l'argent nécessaire à la colonie, les trois amis décident de vendre des brownies en faisant du porte-à-porte, prétextant que les profits iront soutenir la grève des ouvriers de l'usine. En réalité, ils cherchent simplement à financer leurs vacances. Lors de cette vente, ils frappent à la porte de la maison d'Anna, une fille dont Vivian est amoureux. Mais son frère, Corentin, les menace et les force à partir.
Les trois garçons se retrouvent régulièrement dans leur conteneur aménagé au bord d’un lac, un endroit secret qui leur sert de refuge et de cabane. Malgré leurs efforts, ils ne parviennent pas à réunir assez d’argent pour partir en colonie. Tom, passionné de musique, rêve de monter un groupe avec ses amis et se lance dans la promotion de leur futur concert.
Max vit dans une situation familiale difficile. Sa mère, Aude (Emmanuelle Bercot) dépressive, passe ses journées à regarder des vidéos sur son lit, sans s'occuper de son fils.
De retour au collège, Corentin se venge en humiliant les trois garçons publiquement à la cantine.
En rentrant chez lui, Max découvre son frère Seb (Raphael Quenard), qui vient de sortir de prison pour braquage. Il porte un bracelet électronique et s’installe chez eux, au grand désarroi de leur mère. Seb demande à Max de l'aider en récupérant un sac caché dans la forêt, en dehors de la zone autorisée par son bracelet électronique, mais Max refuse pour ne pas se mêler des affaires louches de son frère. Seb est, par la suite, surpris par les autorités pour avoir enfreint les limites de son bracelet électronique. Il prétend qu'il ne faisait qu'une simple promenade, mais Max découvre qu’il voulait en fait aller chercher le sac. Finalement, Max accepte de récupérer le sac pour Seb, mais en découvrant qu'il contient de la drogue, il décide de le jeter dans un barrage et ment à Seb en disant qu'il n'a rien trouvé.
Tom apprend que l'usine où travaille la mère de Vivian va fermer définitivement, annonçant la fin des espoirs de sa famille. Vivian révèle à ses amis qu'il devra déménager dans le Sud pour suivre sa mère, qui a trouvé du travail chez sa tante.
Un soir, Seb rentre à la maison avec la tête ensanglantée, signe que ses problèmes ne font que s'aggraver.
Pour gagner de l'argent, Max propose à ses amis de voler des objets en aidant des personnes à porter leurs courses. Leur plan échoue lorsqu'ils sont poursuivis, et que leur poursuivant fait une chute grave. Ils tentent ensuite de revendre les objets volés à un receleur, mais ils découvrent que leurs biens ont peu de valeur.
Au collège, Corentin humilie Tom en dessinant un pénis sur son front au marqueur indélébile, déclenchant la colère de ses amis. Max élabore un plan pour se venger de Corentin et gagner de l'argent. Ils volent les clés du collège, et un soir, ils y retournent pour voler un vidéoprojecteur. Avant de partir, ils laissent les clés dans le casier de Corentin pour qu'il soit accusé du vol. Max vend le vidéoprojecteur et récupère suffisamment d'argent pour financer leur colonie de vacances.
Seb invite Max à jouer à un laser game, mais en pleine partie, il quitte le jeu pour braquer un restaurant asiatique avec un couteau. Max rentre chez lui et trouve Franck, un homme à qui Seb doit de l’argent. Max décide de lui donner la cagnotte qu'il a gagné en vendant le vidéoprojecteur, il va chercher celle-ci qui est cachée dans le container où se réunissent souvent les trois amis.
Les trois amis sont invités à une soirée organisée par les troisièmes du collège, une occasion pour eux de s’amuser malgré les tensions. Corentin soupçonne Tom de l'avoir accusé et dénoncé pour le vol du vidéoprojecteur. Il le prend en photo nu et le menace d'envoyer la photo à tout le monde s'il ne lui donne pas l'argent de la vente.
Franck menace Seb devant Max pour récupérer son argent. Max avoue qu'il sait où se trouve la drogue et accepte d'aller la chercher. Il récupère une arme à feu parmi les affaires de Seb pour se protéger au cas où la situation dégénérerait.
Vivian est à la soirée des troisièmes et attend ses deux amis en se rapprochant de Anna. Tous les élèves reçoivent alors la photo de Tom nu. Max vient le chercher et ils rejoignent tous les deux Tom dans le container qui leur explique que Corentin voulait l'argent du vidéoprojecteur, mais que celui-ci ne se trouvait plus où ils l'avaient laissé. Max demande à Vivian de plonger dans l'eau du barrage où il avait jeté le sac, pour le retrouver. Pendant ce temps, Tom récupère l'arme à feu qui se trouve dans le sac de Max. Vivian finit par retrouver le sac et le donne à Max qui promet de les rejoindre à la soirée.
Il emmène le sac à Franck qui a amoché Seb. Celui-ci agresse Franck avec une barre fer afin de récupérer sa part sur la drogue que contenait le sac.
De retour à la soirée, Max découvre que Tom menace Corentin avec l’arme à feu. Max parvient à l’en dissuader en avouant qu'il a pris l’argent dans le container. La police arrive et arrête Tom.
À la gendarmerie, Max demande à voir Tom, mais cela lui est refusé. Sa mère vient le chercher, et ils apprennent que Franck est mort et que Seb a disparu.
Le film se termine par une scène où Max fait du vélo. Il croise Anna et Corentin, en route pour la colonie de vacances, puis Vivian qui déménage. Il passe enfin devant la maison de Tom, qui l’observe en cachette derrière un rideau, mais aucun des trois ne lui adresse un signe, marquant la fin de leur amitié.

## Fiche technique
Sauf indication contraire, les informations mentionnées dans cette section peuvent être confirmées par la base de données cinématographiques IMDb,  présente dans la section « Liens externes ».
- Titre original : Les Trois Fantastiques[2]
- Réalisation : Michaël Dichter
- Scénario : Michael Dichter, Mathias Gavarry et Judith Godinot, d'après le court métrage Pollux
- Musique : Hugo Gonzalez-Pioli
- Décors : Lucie Beauvert
- Costumes : Floriane Gaudin
- Photographie : Maxime Cointe
- Son : Hugo Deguillard, Loic Pommies
- Montage : Sarah Ternat
- Production : Alice Girard, Noël Fuzellier, Marine Lepaulmier et Philippe Wendling
- Sociétés de production : Rectangle Productions et Les films Norfolk
- Société de distribution : Zinc
- Pays de production :  France
- Langue originale : français
- Format : couleur
- Genre : drame
- Dates de sortie : 
  - France : 15 mai 2024
- Classification :
  - France : tout public avec avertissement lors de sa sortie en salles

## Distribution
Sauf indication contraire, les informations mentionnées dans cette section peuvent être confirmées par les bases de données cinématographiques IMDb et Allociné,  présentes dans la section « Liens externes ».
- Diego Murgia : Max
- Emmanuelle Bercot : Aude, la mère de Max
- Raphaël Quenard : Seb, le frère de Max
- Jean Devie : Tom
- Benjamin Tellier : Vivian
- Maxime Bailleul : Franck
- Pauline Cher : Anna
- Cyprian Oudin : Corentin, le frère d'Anna

## Production
En 2020, Michaël Dichter reçoit le Grand Prix du Jury pour le court métrage Pollux lors de la troisième édition du Festival Films courts de Dinan, présidée par Jean Becker. Ce court métrage a ensuite été développé en long métrage sous le titre Les Trois Fantastiques.